# Недалеко от дома (фильм)
«Недалеко от дома» (ивр. קרוב לבית‎ — Karov La Bayit ) — фильм израильских режиссёров Вардит Билу и Далии Хагер, вышел в 2005  году. Фильм рассказывает о буднях двух девушек, служащих в Армии обороны Израиля.

## Сюжет
Действие фильма происходит в Иерусалиме. Две девушки, Смадар — весёлая и непослушная и Мирит — замкнутая и правильная, выполняют вместе патрулирование и проверку документов у арабов на одной из улиц Иерусалима. Изначально отношения между девушками не складываются, они погружены в свои проблемы. Во время службы они сталкиваются с реалиями жизни. Однажды на их улице происходит террористический акт. Постепенно девушки становятся подругами.

## Награды
- Приз Европейской конфедерации художественного кино (программа «Форум») Берлинского международного кинофестиваля 2006 года
- Приз «Офир»  2005 за лучший звук